# 库尔塔翁
库尔塔翁（法語：Courtavon，法語發音：[kuʁtavɔ̃] ⓘ）是法国上莱茵省的一个市镇，属于阿尔特基什区。

## 地理
库尔塔翁（47°27'38"N, 7°11'51"E）面积9.6 平方千米，位于法国大東部大區上莱茵省，该省份为法国东部内陆省份，是阿尔萨斯的一部分，今与下莱茵省组成了阿尔萨斯欧洲集体，其北临下莱茵省，西接孚日省，西南接贝尔福地区省，东侧沿莱茵河与德国相望，南与瑞士接壤。
与库尔塔翁接壤的市镇（或旧市镇、城区）包括：利布斯多夫、勒翁库尔、奥贝尔拉尔、普费特鲁斯。
库尔塔翁的时区为UTC+01:00、UTC+02:00（夏令时）。

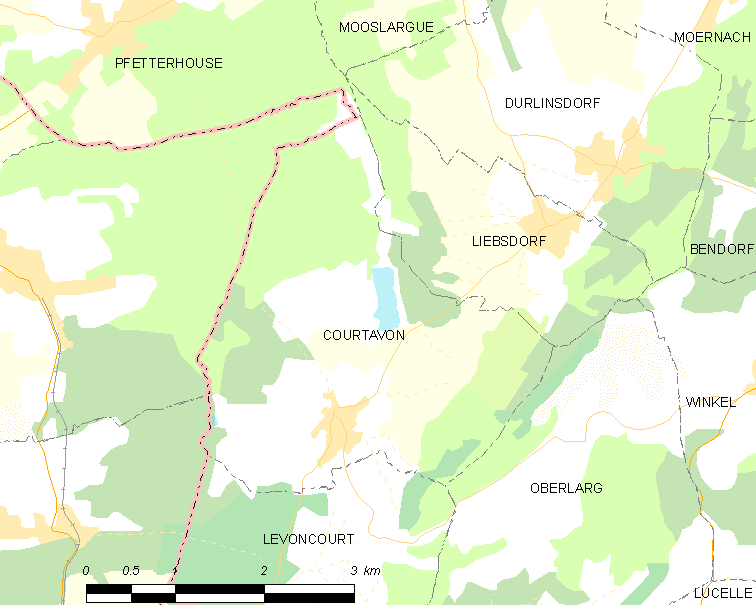
库尔塔翁的OSM定位图

## 行政
库尔塔翁的邮政编码为68480，INSEE市镇编码为68067。

## 政治
库尔塔翁所属的省级选区为阿尔特基什县。

## 人口

1962-2008年间库尔塔翁人口变化图示

库尔塔翁于2022年1月1日时的人口数量为341人。